# Dera Ismail Khan
Dera Ismail Khan (in urdu ڈیرہ اسماعیل خان) è una città del Pakistan, situata nella provincia del Khyber Pakhtunkhwa.